# 瓦尔达
瓦尔达（義大利語：Valda），是意大利特伦托自治省的一个市镇。总面积6平方公里，人口225人，人口密度37.5人/平方公里（2009年）。ISTAT代码为022208。